# Mordenzatura
La mordenzatura è un trattamento effettuato mediante immersione o spalmatura di sostanza mordente utilizzata in vari settori (metalmeccanica, lavorazione del legno, settore tessile, odontoiatria, etc.). Come mordente sono usati soprattutto sali metallici che idrolizzino rapidamente. Per quanto riguarda l'attacco a lastre metalliche, si parla anche di morsura. In questo caso si tratta di un attacco superficiale atto a ripulire il metallo da impurità.

## In odontoiatria
La mordenzatura è una procedura effettuata dall'odontoiatria che consiste nel trattare piccole parti della superficie dello smalto di un dente con acido ortofosforico al 37%.
In questo modo l'area trattata (di estensione in genere limitata a pochi millimetri) diventa ruvida e consente di far aderire meglio gli adesivi dentinali che vengono applicati per eseguire otturazioni o ricostruzioni estetiche di un dente in materiale composito.
La mordenzatura è indispensabile in quanto le caratteristiche dello smalto, liscio e lucente, non consentirebbero una presa soddisfacente agli adesivi e quindi una tenuta delle ricostruzioni in grado di sostenere gli sforzi della masticazione.